# Buenas Noches From a Lonely Room
Albums de Dwight Yoakam
Hillbilly Deluxe
(1987) Just Lookin' for a Hit
(1989)
Buenas Noches From a Lonely Room est un album de Dwight Yoakam, sorti en 1988.

## L'album
Le critique musical Ross Fortune écrit : Son premier album Guitars, Cadillacs Etc, Etc, sorti en 1986 est un joyaux. Le suivant, Hillbilly Deluxe, est encore supérieur. Celui-ci, son troisième, est ce qu'il a fait de mieux. Les influences sont très diverses, passant d'Elvis Presley et Lefty Frizzell à Creedence Clearwater Revival et aux Beatles. Buck Owens, alors retraité, fait un retour sur scène sur le titre Streets of Bakersfield qui atteint la 1re place des single counrty. L'album prend, lui, la 1re place du Billboard country.  Il fait partie des 1001 albums qu'il faut avoir écoutés dans sa vie. 

### Liste des titres
Toutes les chansons sont écrites et composées par Dwight Yoakam, sauf indication contraire.
| 1.  | I Got You                                               |                                                 | 3:28 |
| A2. | One More Name                                           |                                                 | 3:05 |
| A3. | What I Don't Know                                       |                                                 | 3:46 |
| A4. | Home of the Blues                                       | - Johnny Cash - Glenn Douglas - Lillie McAlpine | 2:52 |
| A5. | Buenas Noches from a Lonely Room (She Wore Red Dresses) |                                                 | 4:31 |

| B1. | I Hear You Knockin'    | J.D. Miller  | 3:12 |
| B2. | I Sang Dixie           |              | 3:47 |
| B3. | Streets of Bakersfield | Homer Joy    | 2:47 |
| B4. | Floyd County           |              | 2:55 |
| B5. | Send Me the Pillow     | Hank Locklin | 3:00 |
| B6. | Hold On to God         |              | 3:14 |

### Musiciens
- Dwight Yoakam : voix, guitare, percussions
- Pete Anderson : guitare, basse, voix, percussions, mandoline
- Tom Brumley : pedal steel guitare
- Al Perkins : Dobro
- Taras Prodaniuk : basse
- Dusty Wakeman : basse, percussions
- Jeff Donavan : batterie
- Don Reed : fiddle
- Skip Edwards : piano
- Scott Joss : mandoline
- Flaco Jimenez : accordéon
- Maria McKee : voix sur Send Me the Pillow
- The Lonesome Strangers (Jeff Rymes et Randy Weeks) : voix sur Hold On to God
- Jim Lauderdale : voix
- Brantley Kearns : voix sur What I Don't Know
- Buck Owens : voix sur Streets of Bakersfield